# Marie Diémer
Marie Diémer, née le 11 septembre 1877 à Épinal dans les Vosges, et morte le 3 juin 1938 à Fontainebleau, est une pionnière de l'action sociale d'origine protestante, marquée par le christianisme social. Elle est extrêmement active sur le plan de l'éducation et de l'action sociale en direction des femmes puis, plus tardivement, dans les mouvements du scoutisme catholique.

## Biographie

### Enfance et formation
Marie Diémer naît dans une famille protestante à Épinal, où de nombreuses familles alsaciennes se sont installées après l'annexion de l'Alsace-Lorraine consécutive à la défaite française lors de la guerre de 1870. Son père est notaire, sa mère, Marie Suzanne Elisabeth Thorens est parente des tisseurs Dollfus. Marie Diémer a une sœur cadette, Marguerite. À la suite d'un revers de fortune, la famille de Marie s'installe à Paris en 1893. Marie Diémer, encouragée par son père, étudie pendant sept ans les religions anciennes, la philosophie et l'ethnologie. Elle commence alors son œuvre littéraire, publiant notamment en 1905 une pièce de théâtre, la Légende Dorée de l'Alsace, qui sera jouée à Lyon et couronnée par l'Académie française. Elle publie ensuite deux romans, Maître Josias, un conte du vieux Strasbourg en 1907, puis Anne-Marie. Elle écrit également dans différentes revues où elle publie des poèmes et des articles d'histoire.

### Travail social et formation des femmes

#### Découverte de l'action sociale
En 1913, Marie Diémer voyage en Angleterre et en Italie. C'est lors de son passage à Londres qu'elle découvre un settlement social, c'est-à-dire un lieu situé dans un quartier ouvrier permettant à des personnes plus aisées d'y vivre et de partager leurs savoirs ou leur temps pour aider les plus pauvres. Cette visite lui fait prendre conscience de la situation sociale en France.
En juillet 1913, à Paris, au Congrès international des femmes présidé par Julie Siegfried, Mariée Diémer, âgée de 36 ans, rencontre Renée de Montmort, âgée de 31 ans. Elles deviennent d’inséparables amies. Elles sont tout à fait convaincues par l’allocution du Dr Nicole Girard-Mangin, rapporteur de la section d’hygiène, qui stigmatise le retard français dans la formation d’un personnel d’hygiène sociale à domicile (district nurse) et émet l’idée qu’une fédération des œuvres parisiennes serait plus efficace que l’émiettement qui existe alors. Elles décident d’unir leurs forces pour aller dans ce sens.

#### Fondation de l'Association des infirmières visiteuses de France et formation des visiteuses
En février 1914, Marie Diémer et Renée de Montmort participent à l'assemblée générale constitutive de l'Association des infirmières visiteuses de France (AIV) présidée par Berthe de Ganay, qui est membre de la Société Croix-Rouge de secours aux blessés militaires, et qui s'efforce de réunir diverses associations. L'AIV s'organise sur le modèle du settlement américain, et met en œuvre, à l’échelle municipale, une politique sociale de prévention contre la tuberculose et la mortalité infantile, en envoyant à domicile des infirmières formées. Marie Diémer et Renée de Montmort apportent leur concours à un settlement français, la Résidence sociale de Levallois-Perret. Grâce à l’AIV, elles se chargent du dispensaire de lutte antituberculeuse sous la direction du Dr Guinon. 
À partir d'août 1914, Marie Diémer découvre l'efficacité des méthodes de travail des settlement américains lors de rencontres organisées par la marquise Berthe de Ganay. Elle se soucie de la formation du personnel employé par ces associations. 
En 1916 elle participe à la fondation des logements Sanatoria, et des premiers cours anti-tuberculeux à l'hôpital Laennec. 
En 1917, grâce à ses rencontres avec des représentantes des œuvres américaines et notamment la Mission Rockfeller, elle participe à l'organisation de cours de formation de visiteuses pour la lutte contre la tuberculose. 

#### Fondation de l'École des surintendantes d'usine et de la première école d'action sociale
Le 1er mai 1917, Marie Diémer participe à la fondation de l'«École des surintendante d'usine et de services sociaux», avec plusieurs femmes, notamment Cécile Brunschvicg, Henriette Viollet, Marie Routier et Renée de Montmort, et le soutien des ministres Albert Thomas et Léon Bourgeois. Les surintendantes, infirmières à l'origine, avaient la mission d'implanter des services sociaux dans les usines et de promouvoir une organisation qui protège les ouvrières contre les risques professionnels. 

Marie Diémer, Apolline de Gourlet et Jean Viollet fondent en 1919 la première école d'action sociale, Pro Gallia, destinée à la formation de futures travailleuses sociales. Selon Marie Diémer : 

« [Cette formation] s'adresse à tous, soit pour former en deux années de stage des “travailleuses sociales” professionnelles de toutes spécialités, particulièrement celles qui se vouent aux  problèmes d'ordre éducatif, soit pour donner aux jeunes gens et aux jeunes filles ayant terminé leurs études secondaires un complément de culture, les initiant aux problèmes sociaux et leur permettant d'acquérir des connaissances indispensables à l'heure actuelle. »

 Cette école qui forme les femmes en deux ans fusionne en 1926 avec l’École des surintendantes d'usine, mais reprend son autonomie et devient l’École d'action sociale, filiale de la résidence sociale de Levallois-Perret. Marie y est impliquée jusqu'en 1937, peu avant sa mort.
Du fait de ces activités, elle s'implique dans les travaux inter-associatifs autour de la notion de centre social en émergence. Elle est membre du premier conseil d'administration de la Fédération des Centres sociaux de France, aux côtés de Marguerite Walther dont elle est proche.

### Développement du scoutisme catholique en France

#### Découverte du scoutisme

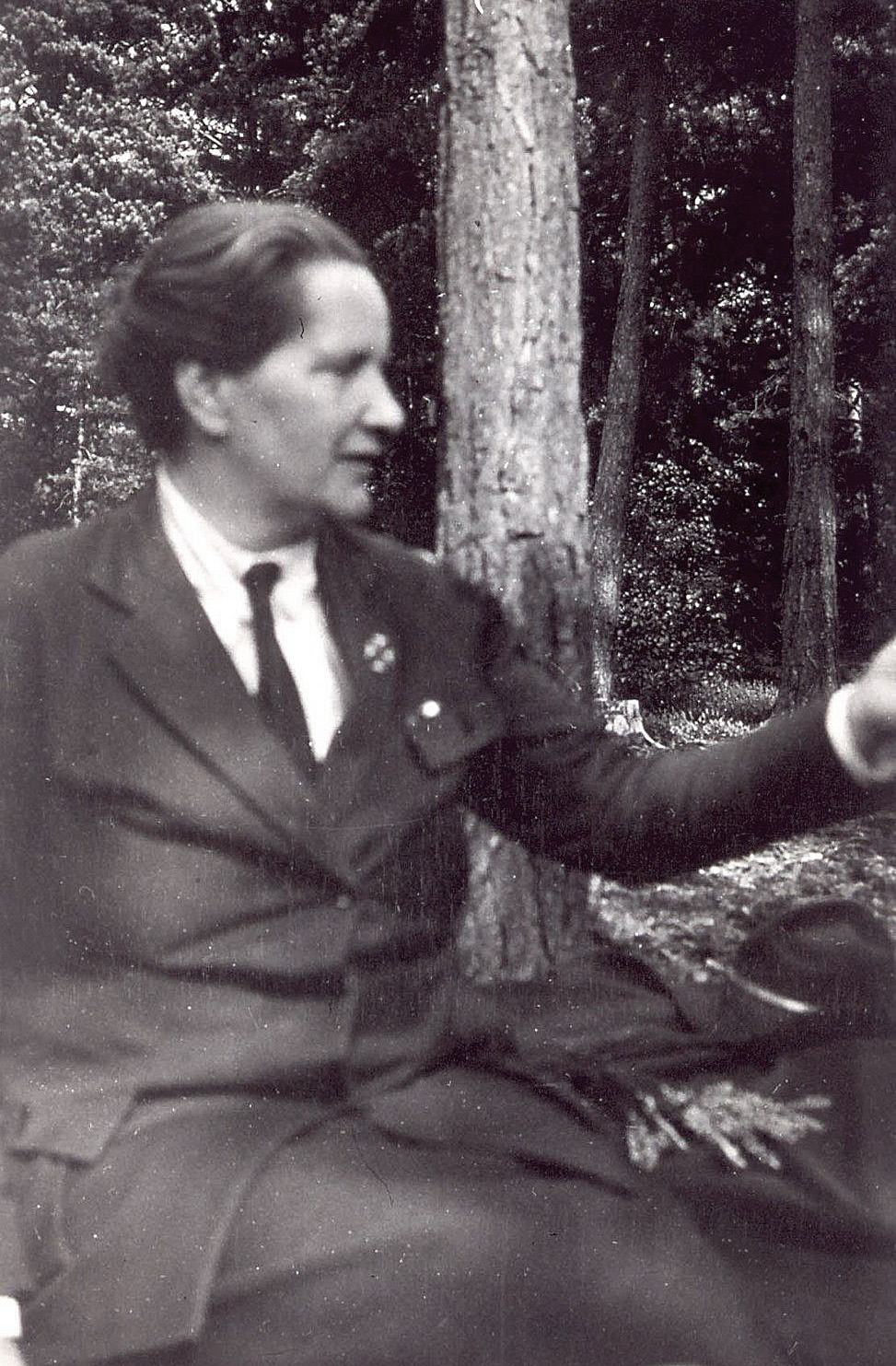
Marie Diémer en uniforme des Guides de France. (1931)

Dans le contexte de la guerre de 1914-1918, Marie Diémer et Renée de Montmort sont sollicitées par le Comité américain pour les régions dévastées pour organiser des activités de scoutisme pour les enfants dans les régions touchées par les combats, notamment de l'Aisne. Ces activités ont lieu au château d'Argeronne, la grande propriété de Renée de Montmort, dans l'Eure, où celle-ci invitait souvent Marie Diémer.

#### Premiers camps internationaux du scoutisme féminin
En 1922 et 1923, Marie Diémer et Renée de Montmort organisent à Argeronne les premiers camps internationaux du scoutisme féminin, en lien avec le comité international des Girls Guide. S'y trouvent des responsables et des patrouilles de différents pays : Angleterre, Belgique, Hollande, Suisse, Danemark ainsi que des éclaireuses de la Fédération Française des Éclaireuses, déjà créée en 1921, et qui réunit des éclaireuses protestantes et neutres ; et en 1923, les Guides de France, catholiques, qui viennent d'être créées par Albertine Duhamel.

#### Conversion au catholicisme et tentative de fédération du scoutisme féminin
Alors que Marie Diémer et Renée de Montmort se convertissent progressivement au catholicisme, elles essayent d'impulser une union des différentes sections de scoutisme féminin dans une seule fédération. Mais ces différentes sections ont des liens différents avec leurs Églises, et Marie Diémer craint un appauvrissement des pratiques pédagogiques si le scoutisme atténue ses références religieuses.
Elles convainquent alors Albertine Duhamel de fédérer des groupes de guidisme catholique, ce qui aboutit à la création en 1923 des Guides de France.
Marie Diémer est baptisée dans l'Église catholique en 1924.

#### Travail pédagogique chez les Guides de France
En 1925, Marie Diémer devient l'adjointe d'Albertine Duhamel. Celle-ci charge Marie Diémer de créer une branche cadette (8-12 ans), puis une branche aînée (plus de 17 ans). C'est ainsi que Marie Diémer crée les Jeannettes, et publie en 1933 le Livre de la forêt bleue, qui leur est destiné. De même, la revue Feux de France, publiée à partir de 1931, définira le contenu et la spiritualité de la branche aînée.
Marie Diémer a également écrit de nombreux articles dans les revues de l'association, La Guide de France (1927) et La Cheftaine (1935). En tant qu'adjointe de la cheffe-guide, elle se déplace dans les provinces, et organise des camps de formation des cheftaines, bien souvent à Argeronne. Elle améliore la méthode éducative, et participe à de nombreuses rencontres internationales.

### Représentation et distinctions
Marie Diémer est membre du Conseil supérieur de l'éducation physique. En 1934, elle est également nommée chevalier de la Légion d'honneur, en qualité de vice-présidente de l'École d'action sociale.
L'Académie française lui décerne le prix Montyon en 1908 pour Maître Josias et le prix Capuran en 1923 pour Sainte Geneviève.

### Mort
Marie Diémer meurt le 3 juin 1938 à Fontainebleau. D'après sa sœur Marguerite, elle y est enterrée « près d'une autre forêt ».

## Publications
- La Légende Dorée d'Alsace (1905)
- Maître Josias, un conte du vieux Strasbourg (1907)
- Le Livre de la Forêt bleue (1933)
- Le Carnet de la cheftaine (1937)
- Le Carnet de la Commissaire de district (1938)

## Sources